# Acrotomus lucidulus
Acrotomus lucidulus är en stekelart som först beskrevs av Johann Ludwig Christian Gravenhorst 1829.  Acrotomus lucidulus ingår i släktet Acrotomus och familjen brokparasitsteklar. Arten är reproducerande i Sverige. Inga underarter finns listade i Catalogue of Life.